# East Law
East Law – wieś w Anglii, w hrabstwie Durham. Leży 22 km na północny zachód od miasta Durham i 393 km na północ od Londynu.